# مسجد ملا احمد (باکو)
مسجد ملا احمد (ترکی آذربایجانی: Molla Əhməd Məscidi) مسجدی واقع در شهر قدیمی باکو است، که یکی از آثار دارای اهمیت محلی می‌باشد.

## دربارهٔ مسجد
مسجد ملا احمد از نظر سبک معماری‌اش، از یکی از نمونه‌های مساجد محله‌ای شهر قدیمی تلقی می‌شود.
مسجد به سفارش «ناصرالدین گوشتاسی ابن حسن حاجیبالا» از سوی معمار سرشناس وقت «محمود ابن صاد» در اوایل قرن ۱۴ بنا گردید.
از آنجا که آنگاه نام آخوند مسجد «احمد» بود، مردم بدان مسجد احمد می‌گویند.

## ویژگی‌های معماری مسجد
مسجد ملا احمد به شکل چهارگوشه ساخته شده‌است. ساختمان یک سالن عبادت کوچک را دارا ست. در سمت جنوبی بنا، محرابی ساده، نزدش نیز گنبدی سنگی کوتاه تاجدار نصب شده‌است. نمای نامتقارنی که، به‌وضوح به نظر نمی‌رسد، با ورودی به دقت ساخته شده و دو پنجرهٔ کچک که بعداً ساخته شده‌است، تکمیل می‌گردد.
کتیبه‌ای دو خطی به الفبای عربی راجع به ساخت مسجد در سمت بالای نما به صورت نواری دراز وجود دارد، که اطلاعات وسیعی در مورد مؤلف و معمار بنا که، آن روزگار در ساخت اماکن نظامی، مذهبی و آثار یادیود شهرت بسزایی یافته بود، ارائه می‌دهد.

## نگارخانه

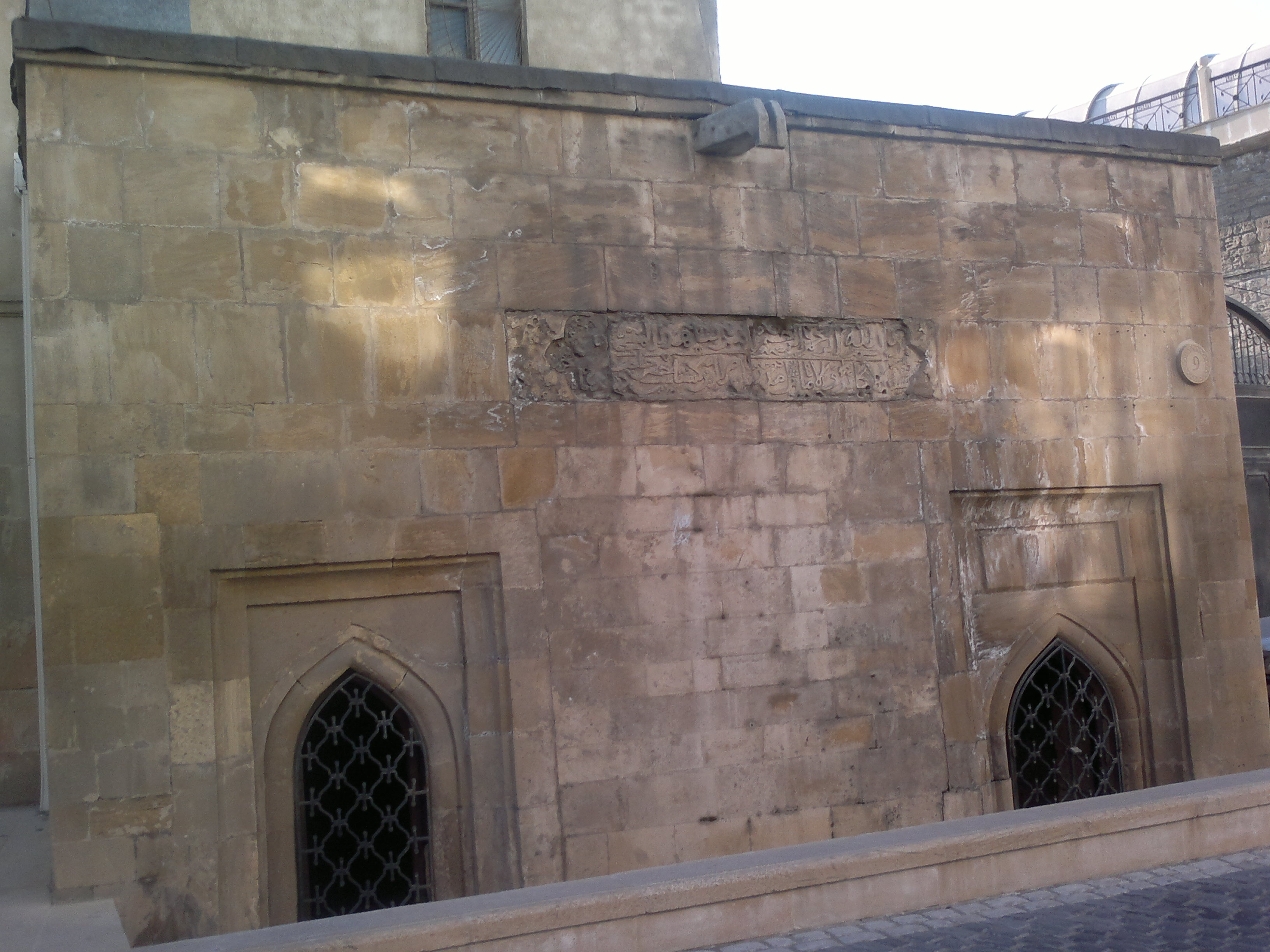
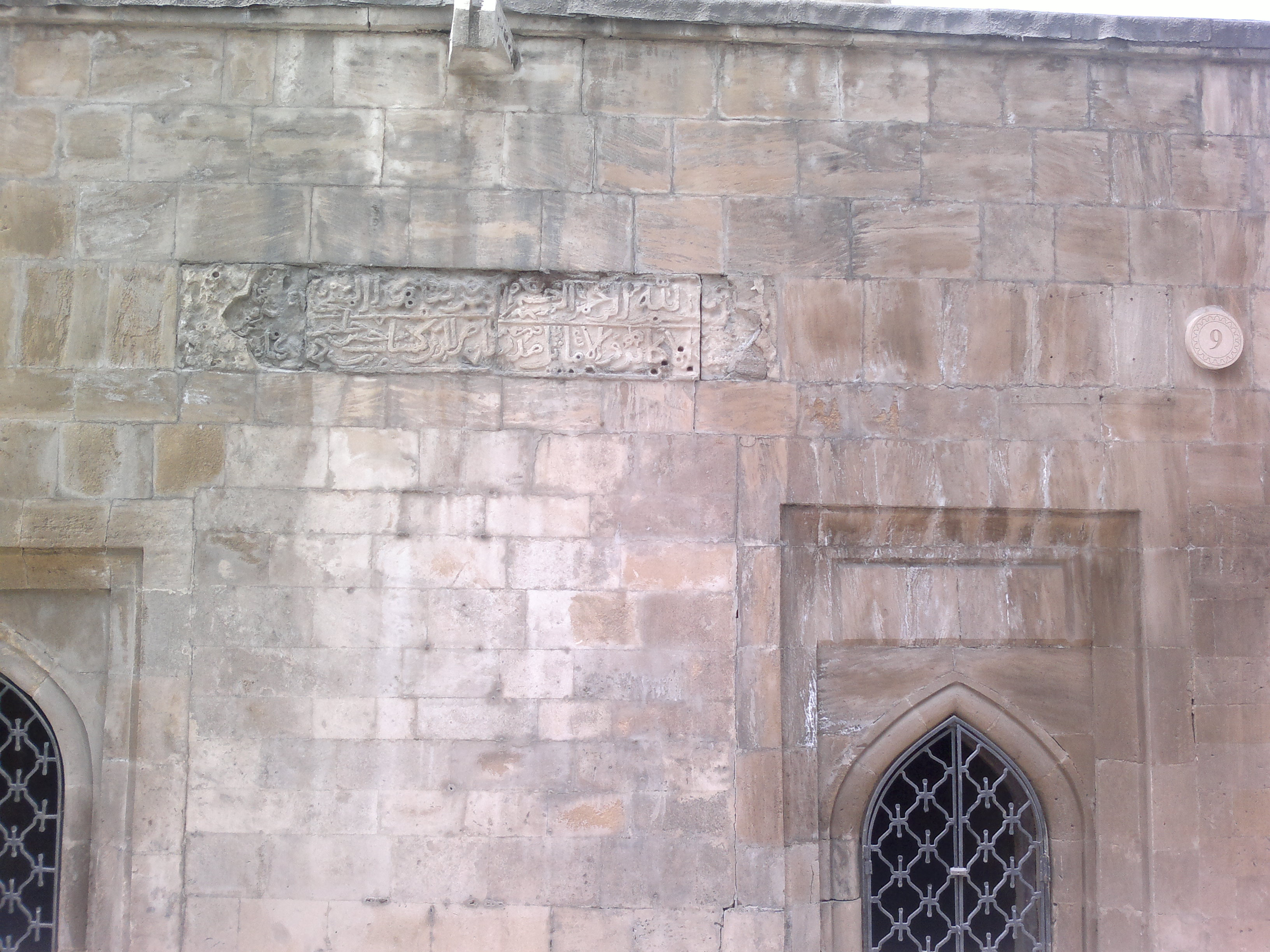
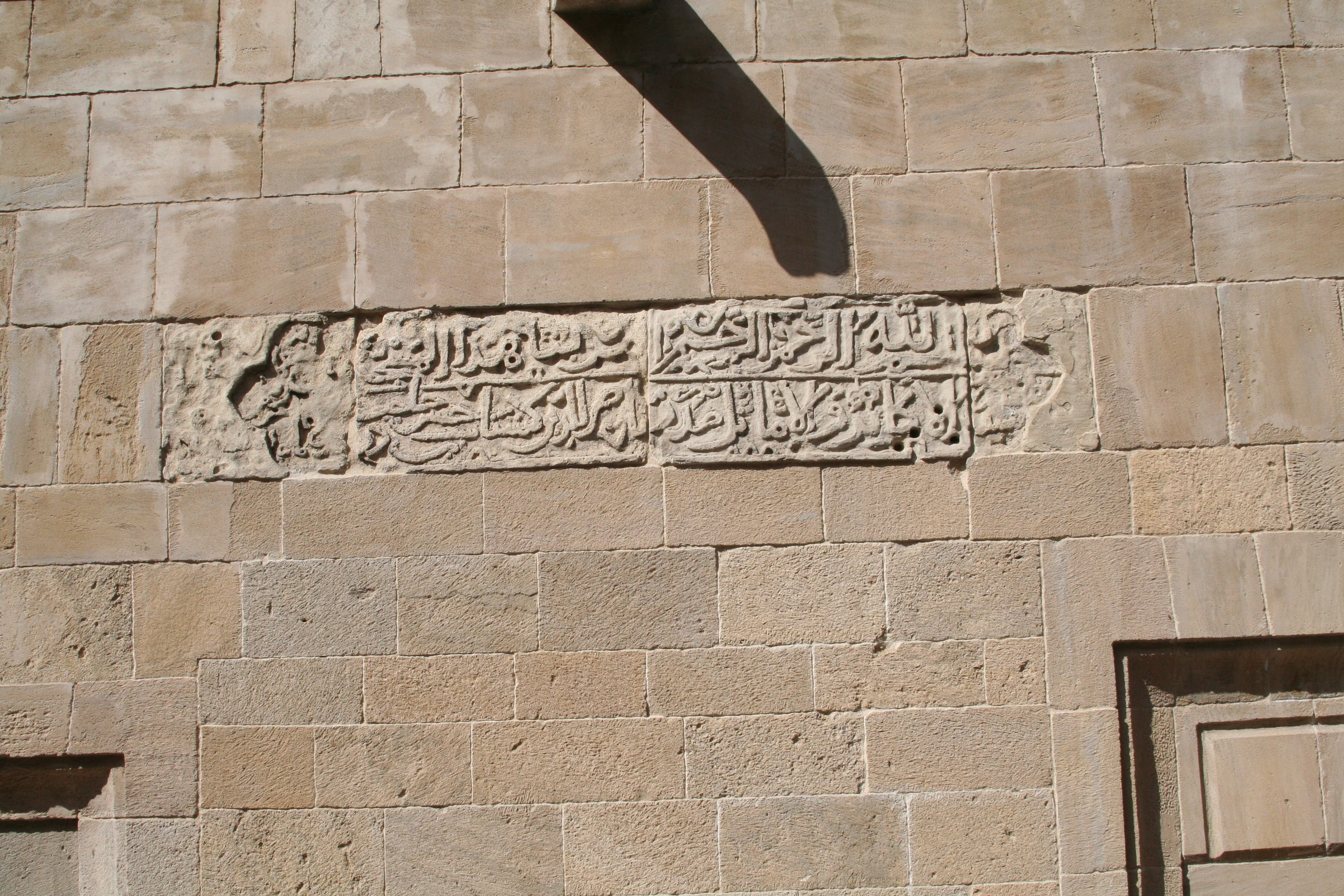